# Pietro (vescovo di Telese)
Pietro (fl. XII secolo) è stato un vescovo cattolico italiano.

## Biografia
Pietro, vescovo di Telese nella seconda metà del XII secolo, è citato in tre documenti d'epoca.
La prima notizia risale al 1178 quando il vescovo telesino Pietro contribuì, assieme al vescovo Orso di Sant'Agata de' Goti e al vescovo di Caserta Porfirio, alla consacrazione della chiesa di San Giacomo, San Nicola e San Basilio fatta costruire dal conte di Caserta Roberto Lauro di Sanseverino e dalla moglie Agnese.
La seconda memoria ammonta al marzo 1179 quando il vescovo Pietro partecipò al Concilio Lateranense III al quale intervennero trecentodue vescovi, ventidue cardinali e numerosi abati.
La terza notizia risale al 1180 quando il vescovo Pietro Telesino è citato nel libro dei privilegi dell'Abbazia di Montecassino.